# Ивановская, Прасковья Семёновна
Праско́вья Семёновна Ивано́вская (по мужу Волошенко; 15 (3) ноября 1852, дер. Соковнино, Мещеринская волость, Чернский уезд, Тульская губерния, Российская империя — 19 сентября 1935, Полтава, УССР, СССР) — российская революционерка, террористка, член партии «Народная воля» и партии социалистов-революционеров.

## Биография
Родилась в деревне Соковнино Чернского уезда Тульской губернии (ныне Плавского района Тульской области) в семье православного священника. Кроме Прасковьи в семье воспитывались сёстры Александра, Евдокия; братья — Василий, Иван и Пётр.
Сестра Евдокия Семёновна Ивановская — жена писателя В. Г. Короленко, брат Василий Семёнович — революционер-народник, врач.
Училась в тульском духовном училище, а затем Аларчинских курсах в Петербурге.
Во второй половине 1870-х годов входила в народнические кружки в Одессе. Арестована в Одессе в 1878 году, после трёхмесячного заключения отправлена на родину к отцу для ожидания дальнейшего решения.
Уехала в Румынию, где уже обосновался её брат, Василий Семёнович.
Вернувшись в Россию весной 1880 года, примкнула к партии «Народная воля», участвовала в устройстве конспиративных квартир и типографий.
Арестована в сентябре 1882 году в Витебске. Судилась в 1883 году на процессе семнадцати народовольцев. Приговорена к смертной казни, замененной бессрочной каторгой. Заключение отбывала на Каре. В мае 1897 года переведена в каторжную тюрьму в селе Новый Акатуй.
В 1898 году вышла на поселение в Баргузинский округ, где оставалась четыре года. В 1902 году переведена в Читу, откуда в 1903 году бежала.
Прибыв в Петербург, вошла в состав боевой организации партии социалистов-революционеров. Участвовала в подготовке убийства В. К. Плеве. Под видом кухарки жила на конспиративной квартире с Борисом Савинковым, Дорой Бриллиант и Егором Сазоновым.
После убийства Плеве 15 июля 1904 года выехала через Одессу в Румынию, где жил в эмиграции её брат В. С. Ивановский, затем, в конце 1904 года, жила в Женеве (Швейцария).
Вернулась 14 января 1905 года в Россию для продолжения террористической деятельности.
В качестве связной работала в эсеровской террористической группе, подготавливавшей убийства Великого князя Владимира Александровича, Трепова, Дурново и Булыгина.
16 марта арестована полицией, в те же дни был арестован весь состав боевой организации в Петербурге (17 человек). Находилась в Доме предварительного заключения до ноября 1905 года, когда была освобождена по амнистии. После этого отошла от политической деятельности.
Переехала с мужем в Полтаву, на Украину.
После смерти мужа жила в семье В. Г. Короленко, занималась организацией литературно-мемориального музея В. Г. Короленко.

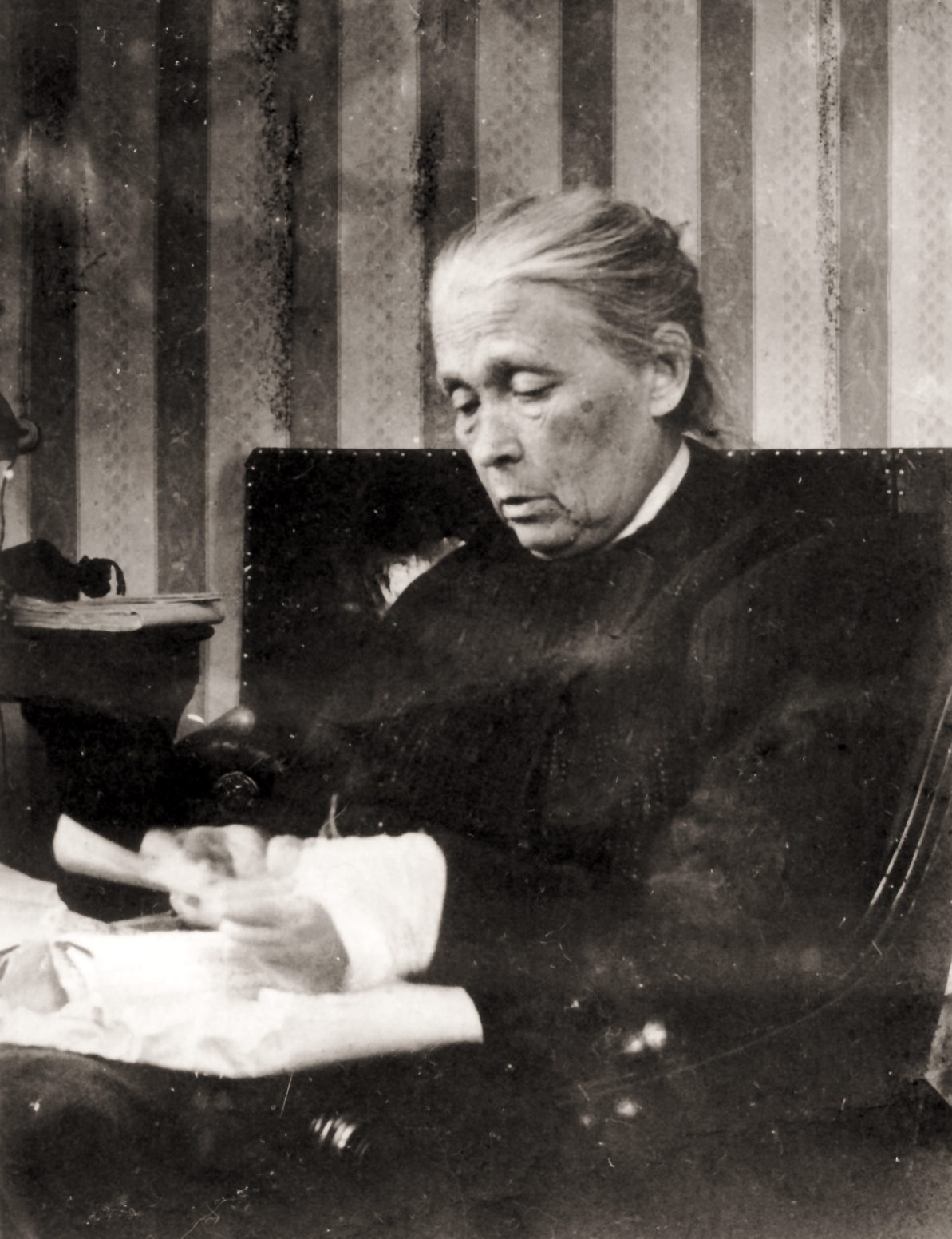
Прасковья Ивановская в старости

Член Общества бывших политкаторжан и ссыльнопоселенцев, автор воспоминаний. В Полтаве помощь политзаключённым была организована В.Г. Короленко и сестрой его жены  Ивановской. Эта работа уже после 1922 года сильно уменьшилась и закончилась со смертью Ивановской в 1935 году. 
Умерла в Полтаве 19 сентября 1935 года.

## Семья
Муж — Волошенко, Иннокентий Фёдорович.
Братья:
- Ивановский Василий Семёнович
- Ивановский, Иван Семенович (род. около 1859 года) — воспитанник Белевской духовной семинарии. Привлекался к дознанию в феврале 1876 года по обвинению в участии в противоправительственном обществе для пропаганды в народе: распространял среди семинаристов запрещённые издания. Исключен из семинарии, около двух лет находился в Тульской тюрьме. По высочайшему повелению 17 июля 1877 года дело о нём разрешено в административном порядке с учреждением за ним негласного надзора.
- Ивановский, Петр Семенович (род. около 1863 года) — учился на дому у брата Василия, а после его ареста перешёл на квартиру Евдокии Семёновны Ивановской, где и был арестован в возрасте 13 лет. Привлекался к дознанию в феврале 1876 года в Москве по обвинению в участии в противоправительственном обществе для пропаганды. Освобождён через три недели. По высочайшему повелению 17 июля 1877 года дело о нём прекращено

Сёстры:
- Евдокия Семёновна Ивановская
- Александра Семёновна Ивановская